# Klemens XII
Klemens XII (łac. Clemens XII, właśc. Lorenzo Corsini; ur. 7 kwietnia 1652 we Florencji, zm. 6 lutego 1740 w Rzymie) – włoski duchowny katolicki, 246 papież w okresie od 12 lipca 1730 do 6 lutego 1740.

## Życiorys

### Młodość
Pochodził z rodu markizów Castigliano, był synem Bartolomea Corsini i Elisabetty Strozzi. Był dziedzicem tytułu, ale zrzekł się majątku i wstąpił w 1685 do stanu duchownego. Był spokrewniony ze św. Andrzejem Corsinim (biskupem Fiesole), a jego stryj Neri Corsini został kardynałem w 1664. Studiował na Uniwersytecie w Pizie, gdzie uzyskał stopień doktora utroque iure.
Zgodnie z ówczesnymi obyczajami nabył wysoką godność w Kamerze Apostolskiej. 10 kwietnia 1690 został mianowany arcybiskupem tytularnym Nicomedii, otrzymał sakrę biskupią 18 czerwca 1690 w Rzymie z rąk kardynała Flavio Chigiego, nadano mu także tytuł asystenta Tronu Papieskiego. Wysłany z misją nuncjusza do Austrii, nie został przyjęty przez cesarza Leopolda, który pozostawał w konflikcie z papieżem Aleksandrem VIII (papież odmówił wcześniej mianowania kardynałami kandydatów cesarskich).
W grudniu 1695 został skarbnikiem i generalnym poborcą Kamery Apostolskiej, a także superintendentem Zamku Świętego Anioła oraz komisarzem Państwa Kościelnego ds. Morskich. 17 maja 1706 Klemens XI mianował go kardynałem, z tytułem prezbitera S. Susannae. Pełnił misję legata w Ferrarze (1709–1712), urząd kamerlinga Kolegium Kardynalskiego (19 lutego 1710 – 26 stycznia 1711) oraz prefekta Trybunału Sygnatury Apostolskiej (od 22 listopada 1726). W 1725 został podniesiony do godności kardynała biskupa Frascati. Zasiadał w kilkunastu kurialnych dykasteriach:
- Kongregacji Świętego Oficjum,
- Kongregacji Rozkrzewiania Wiary
- Kongregacji ds. Biskupów i Zakonników,
- Kongregacji ds. Soboru Trydenckiego,
- Kongregacji ds. Obrzędów,
- Kongregacji ds. Ceremoniału,
- Świętej Konsulcie,
- Kongregacji ds. Wspomagania Rolnictwa,
- Kongregacji Dobrego Rządu,
- Fabryce Świętego Piotra,
- Kongregacji Indeksu,
- Kongregacji ds. Tybru,
- Trybunale Apostolskiej Sygnatury Łaski.

W 1721 i 1724 brał udział w konklawe, z racji pełnionych funkcji uchodził za kandydata na papieża. Został wybrany ostatecznie 12 lipca 1730 jako następca Benedykta XIII, po burzliwym, czteromiesięcznym konklawe. W oczach elektorów uchodził za papieża „przejściowego”, w chwili wyboru miał już 78 lat i chorował na podagrę (wkrótce także utracił wzrok). Mimo tego jego pontyfikat – pod imieniem Klemensa XII – trwał niemal 10 lat (dokładnie 9 lat, 6 miesięcy i 25 dni).

### Pontyfikat
Koronacja nowego papieża miała miejsce 16 lipca 1730. Klemens XII w najważniejszych sprawach musiał posługiwać się swoją prawą ręką – bratankiem Neri Marią Corsinim, którego mianował kardynałem-nepotem. Papież stanął przed problemem kryzysu finansów Państwa Papieskiego, wywołanym przez zaufanego współpracownika jego poprzednika, kardynała Niccolò Coscię. Coscia został skazany na karę więzienia, a Klemens XII dla poprawy finansów ustanowił nowe podatki importowe, przywrócił loterię papieską, ustanowił w Ankonie strefę wolnego handlu. Wprowadził do obiegu banknoty. Działania papieża okazały się nieskuteczne, pod koniec pontyfikatu długi państwa były nawet większe.
Nie wiodło się również Klemensowi XII w polityce zagranicznej – spotkał się z niechęcią większości monarchów europejskich. Głównie wynikało to z ignorowania papieża, m.in., gdy cesarz Karol VI poparł hiszpańskiego pretendenta do tronu Karola III jako kandydata do rządzenia księstwem Parmy i Piacenzy. Nasilające się antagonizmy doprowadziły do najazdu Hiszpanii na Państwo Kościelne, a następnie zerwania stosunków dyplomatycznych z Rzymem (wkrótce potem, śladem Hiszpanii poszedł Neapol). Aby przywrócić dobre relacje, papież musiał pójść na daleko idące ustępstwa i nadał Karolowi III Królestwo Obojga Sycylii.
W 1738 wydał konstytucję apostolską In Eminenti, w której zawarł zdecydowane potępienie masonerii. Za pontyfikatu Klemensa XII zreformowano liturgię i prawo kanoniczne Kościoła maronickiego, a także potwierdzono zakaz tzw. rytu chińskiego stosowanego przez misjonarzy jezuickich. W 1739 papież przyznał niezależność Republice San Marino.
Najkorzystniej pontyfikat Klemensa wypada pod kątem kulturalnym. Papież nakazał odnowę fasady bazyliki laterańskiej oraz kaplicy poświęconej pamięci kanonizowanego Andrei Corsiniego wewnątrz tej świątyni. Wybudował słynną Fontana di Trevi oraz powiększył zbiory Biblioteki Watykańskiej.
Kreował 35 kardynałów na piętnastu konsystorzach. W 1737 dokonał kanonizacji Wincentego à Paulo.